# Henry S. Olcott
Henry Steel Olcott, föddes 2 augusti 1832 i Orange, New Jersey, död 17 februari 1907 i Adyar, Madras, Indien, var en amerikansk journalist, militär (överste), författare och teosof.

## Biografi
Efter en tidig karriär inom journalistiken, tjänstgjorde Olcott som speciell militär utredare, dels under amerikanska inbördeskriget, dels i samband med mordet på Abraham Lincoln. Efter detta återupptog han sin karriär som journalist, där han främst kom att intresserade sig för rapportering kring spiritistiska fenomen, vilket han kom att kombinera med juridik. 1875 stiftade han tillsammans med Helena Blavatsky och William Quan Judge Teosofiska Samfundet i New York, och var dess ordförande till sin död. Olcott konverterade den 25 maj 1880 till buddhismen, under en resa till Ceylon, tillsammans med Helena Blavatsky. Han kom att särskilt att verka för buddhismen, främst i Sri Lanka, Burma och Japan, och var skaparen till den buddhistiska världsflaggan.
Bland hans skrifter märks A Buddhist Catechism från 1881, och hans memoarer Old Diary Leaves.